# Pinilla de Fermoselle
Pinilla de Fermoselle es una localidad española perteneciente al municipio de Villar del Buey, en la provincia de Zamora, y la comunidad autónoma de Castilla y León. Su término pertenece a la histórica y tradicional comarca de Sayago. Junto con las localidades de Cibanal, Formariz, Fornillos de Fermoselle, Pasariegos y Villar del Buey, conforma el municipio de Villar del Buey.

## Geografía física

### Ubicación

Municipio de Villar del Buey.

Pinilla se encuentra situada en el suroeste zamorano. Hace frontera con Portugal. Dista 69 km de Zamora capital. 
Pertenece a la comarca de Sayago. Se integra dentro de la mancomunidad Sayagua y el partido judicial de Zamora.
No posee ayuntamiento propio. Se encuentra integrada dentro del término municipal de Villar del Buey.
Está dentro del parque natural de Arribes del Duero, un espacio natural protegido de gran atractivo turístico.
| Noroeste: Sendim (Portugal) | Norte: Picote (Portugal) | Noreste: Fornillos de Fermoselle |
| Oeste: Sendim (Portugal)    |                          | Este: Fornillos de Fermoselle    |
| Suroeste: Urrós (Portugal)  | Sur: Fermoselle          | Sureste: Fermoselle              |

## Historia

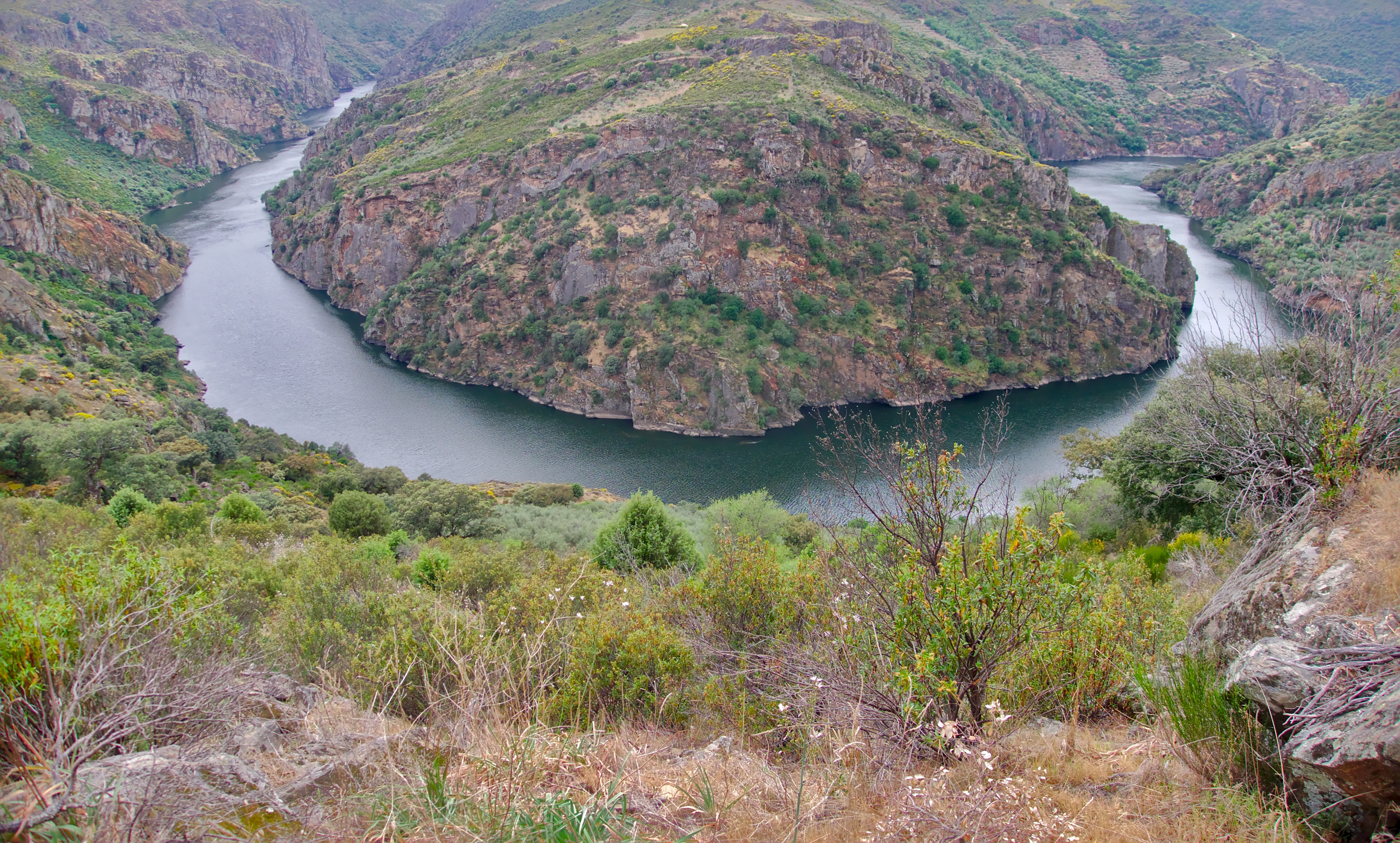
Meandro del Duero en los arribes en Pinilla, desde el GR-14.

A principios del siglo XIII (año 1205) el por entonces rey de León, Alfonso IX, cedió la villa de Fermoselle junto con su castillo al obispo de Zamora en señorío eclesiástico. Entre esas tierras estaba Pinilla de Fermoselle. La Jurisdicción de Fermoselle estaba formada por la propia Villa de Fermoselle y tres aldeas: Pinilla de Fermoselle, Fornillos de Fermoselle y Cibanal.  
En el año 1537 el obispo de Zamora como propietario de todo el término de Pinilla lo entrega a foro perpetuo a sus vecinos, el cual estuvieron pagando hasta el siglo XIX. 
En la Edad Moderna, estuvo integrado en el partido de Sayago de la provincia de Zamora, tal y como reflejaba en 1773 Tomás López en Mapa de la provincia de Zamora.
Así, al reestructurarse las provincias y crearse las actuales en 1833, la localidad se mantuvo en la provincia zamorana, dentro de la Región Leonesa, integrándose en 1834 en el partido judicial de Bermillo de Sayago.
A mediados del siglo XIX, el lugar contaba con una población censada de 133 habitantes. La localidad aparece descrita en el decimotercer volumen del Diccionario geográfico-estadístico-histórico de España y sus posesiones de Ultramar de Pascual Madoz de la siguiente manera:

PINILLA DE SAYAGO Ó DE FERMOSELLE: l. con ayunt. en la prov. y dióc. de Zamora (11 leg.), part. jud. de Bermillo de Sayago (4), aud. terr. y c. g. de Valladolid (27). sit. á la falda de una colina en las elevadas riberas del Duero. Su clima es húmedo; sus enfermedades mas comunes las tercianas. Tiene unas 30 casas; igl. anejo de Fermoselle, dedicada á Ntra. Sra. del Carrasco, y servida por un teniente que nombra el párroco de la matriz, y regulares aguas potables. Confina con térm. de Fornillos, Formariz y la matriz. El terreno es montuoso y de mediana calidad. Hay mucho arbolado de encina y enebro, y algunos prados naturales. prod.: centeno, cebada, legumbres, alguna hortaliza, vino, aceite y pastos; cria ganados, con especialidad de cerda, y caza de varios animales, y pesca de truchas, anguilas y otros peces del Duero. pobl.: 36 vec., 133 alm. cap. prod.: 35,068. rs. imp.: 9,628. contr.: 4,113.
(Madoz, 1849, p. 36)

En 1983, con la supresión del partido de Sayago, el municipio fue integrado en el partido judicial de Zamora.
Pinilla junto a Fornillos y Cibanal dejó de pertenecer a Fermoselle en el siglo XIX cuando en las cortes de Cádiz se aprueba la abolición de los Señoríos, después pasó a formar parte del municipio de Fornillos de fermoselle hasta que éste se incorpora al de Villar del Buey.

## Cultura

### Fiestas
Todos los años los arribes del Duero atraen a un gran número de turistas, siendo Pinilla uno de sus destinos y, aunque es une es un pueblo poco conocido, cada año aumenta su número de visitantes. Sus fiestas son las de San Miguel, el fin de semana más próximo al 8 de mayo y la fiesta del ofertorio, en honor a Nuestra Señora del Carrasco, patrona del pueblo, el fin de semana más próximo al 8 de septiembre, para garantizar una mayor afluencia de familias de residentes en el pueblo, ya que la mayor parte de los vecinos de esta localidad son, en su mayoría, jubilados. También se puede visitar la ermita de San Miguel, donde se celebra la eucaristía en la fiesta de su titular.